# Monique Mercure
Monique Mercure, CC, GOQ (* 14. November 1930 in Montreal; eigentlich Monique Émond; † 17. Mai 2020 ebenda) war eine kanadische Theater- und Filmschauspielerin. Die frühere Musikerin galt als eine der erfolgreichsten Quebecer Darstellerinnen und bekleidete in ihrer mehr als fünf Jahrzehnte währenden Bühnenkarriere ungefähr 100 Rollen in französisch- und englischsprachigen Inszenierungen. Daneben trat sie ab den 1960er-Jahren in über 80 Film- und Fernsehrollen in Erscheinung. Für Jean Beaudins Spielfilm J.A. Martin Fotograf (1977) erhielt sie den Darstellerpreis der Internationalen Filmfestspiele von Cannes.

## Leben

### Ausbildung und Theaterarbeit
Monique Mercure wurde 1930 als Monique Émond, Tochter des englischsprachigen Bankangestellten Eugène und der französischsprachigen Pianistin Yvonne Émond (Geburtsname: Williams), geboren. Ihr Großvater väterlicherseits war irischer Abstammung und trug den Familiennamen Aymon, den er später in Émond änderte. Ihre Mutter hat walisische Vorfahren. Auf Drängen des Vaters sowohl in englischer als auch französischer Sprache erzogen, wuchs sie gemeinsam mit zwei Brüdern und einer Schwester im Montrealer Arbeitervorort Snowdon auf. Bereits als Kind wurde sie an das Cellospiel herangeführt und widmete sich der Schauspielerei. Aus Mangel an anderen Möglichkeiten trat sie in Amateurinszenierungen am nahe gelegenen Collège Saint-Laurent, einer Knabenschule, auf.
Um eine professionelle Karriere als Cellospielerin einzuschlagen, besuchte Émond die von einem römisch-katholischen Orden gegründete private Musikschule École Vincent-d’Indy in Montreal (früher École Supérieure de Musique d’Outrement). Dort studierte sie Gesang und Cello und beendete die Ausbildung mit einem Bachelor-Abschluss. 1949 heiratete sie mit 18 Jahren den in Québec bekannten Komponisten Pierre Mercure, dessen Familiennamen sie annahm. Das erste Jahr ihrer Ehe verbrachte das Paar mit so bekannten frankokanadischen Künstlern wie Jean-Paul Riopelle in Frankreich. In den nächsten Jahren ordnete Mercure ihre Karriere der ihres Ehemannes unter und widmete sich dem Familienleben. Nach der Trennung von ihrem Ehemann Ende der 1950er-Jahre begann sie eine Laufbahn als Schauspielerin einzuschlagen, obwohl sie als Cellistin bei Nadia Boulanger in Paris und Tanz bei Ludmilla Chiriaeff studiert hatte. Von 1957 bis 1958 besuchte Mercure das École Jacques-Lecoq in Paris und nahm zusätzlich Schauspielunterricht am dortigen Théâtre national populaire und an der École Charles Dullin. Von 1959 bis 1962 war sie Schülerin des Montreal Drama Studio, wo sie das Method Acting kennenlernte. Ihren Lebensunterhalt verdiente sich Mercure mit einer Halbtagsstelle, während sich Eltern und Geschwister um die aus ihrer Ehe stammenden Kinder kümmerten.
Schon bald nahm Mercure erste Rollen auf kleinen Bühnen in Montreal an. 1959 erschien sie unter der Regie von Jean-Pierre Ronfard in Aischylos’ Choephoren, dem zweiten Teil der Orestie-Trilogie am Théâtre du Nouveau Monde (TNM) in Montreal. Erst mit Anfang dreißig war Mercure Erfolg als Theaterschauspielerin beschieden. Sie war seitdem sowohl in klassischen als auch modernen Hauptrollen im Repertoiretheater zu sehen, darunter sowohl Stücke von Bertolt Brecht (verschiedene Rollen in Die Dreigroschenoper, 1960, 1961, 1990 und Mutter Courage und ihre Kinder, 1984), Tennessee Williams (Sommer und Rauch, Die Nacht des Leguan) und Jean Genets Die Zofen, als auch in Werken von Strindberg, Beckett und Shakespeare. Ebenso erschien Mercure regelmäßig in Produktionen von bekannten zeitgenössischen Quebecer Dramatikern, darunter Michel Tremblays Les Belles-Sœurs (1971) und L’Impromptu d’Outremont (1980) am TNM. Vorwiegend war sie an Quebecer Theatern aktiv. Mit Tremblays À toi, pour toujours, ta Marie-Lou trat sie aber auch über Québecs Grenzen hinaus in Ottawa, Toronto und Europa auf und nahm auch an Gastspielreisen in die Vereinigten Staaten teil. 1993 brachte ihr die Interpretation der Hekabe in der Euripides-Tragödie Die Troerinnen am TNM den Prix Gascon-Roux ein und sie wurde mit dem renommierten Theaterpreis Prix Denise-Pelletier für ihr Lebenswerk geehrt.

### Filmkarriere
Parallel zu ihrer Arbeit am Theater war Mercure ab Anfang der 1960er-Jahre in Quebequer Fernsehserien zu sehen. Ihr Debüt im Kino gab sie 1964 mit der Nebenrolle der Barbara in Claude Jutras preisgekröntem Drama Alles in allem. Daraufhin wurde sie häufig mit Rollen in frankokanadischen und englischsprachigen Spielfilmen betraut, sowohl in Dramen als auch in Komödien. Ihre erste Hauptrolle erhielt sie in Claude Fourniers erfolgreicher Erotik-Komödie Zwei goldige Girls (1970), in der sie gemeinsam mit Louise Turcot zwei gelangweilten Montrealer Hausfrauen ein Gesicht gab, die sich nach der Lektüre eines Buches über sexuelle Befreiung auf eigene Faust zu amüsieren beginnen. Einem breiten Publikum außerhalb Québecs rief sie sich durch die Rolle der geheimnisvollen Alexandrine in Jutras Jugendfilm Mein Onkel Antoine (1971) in Erinnerung, in der sie zum Objekt der Begierde des heranwachsenden Hauptdarstellers (gespielt von Jacques Gagnon) avancierte. Von ihrem musikalischen Können machte sie im Jahr 1975 in Jean-Claude Labrecques Les vautours und Claude Jutras Pour le meilleur et pour le pire Gebrauch, in denen sie Klavier und Cello spielte.
Einem internationalen Publikum wurde Mercure erst 1977 durch die Zusammenarbeit mit Jean Beaudin an dem Filmprojekt J.A. Martin Fotograf bekannt. In der Verfilmung eines Originaldrehbuchs von Beaudin schlüpfte sie an der Seite des bekannten Schauspielers und Koautors Marcel Sabourin in die Rolle einer stillen Ehefrau und Mutter, die im Québec des 19. Jahrhunderts feststellt, dass die Beziehung zu ihrem Mann (gespielt von Sabourin) nach 15-jähriger Ehe fast erstarrt ist. Trotz des Unverständnisses ihrer Familie und Umwelt beschließt sie daraufhin ihren Mann auf seiner nächsten Fotografenreise zu begleiten. Das Drama erhielt noch im selben Jahr eine Einladung in den Wettbewerb der 30. Internationalen Filmfestspiele von Cannes. Die Leistung von Mercure fand Anklang bei der Festival-Jury um den italienischen Regisseur Roberto Rossellini. Der Part der Rose-Aimée brachte der 46-Jährigen als erster kanadischer Schauspielerin den Darstellerpreis des Filmfestivals ein, den sie sich mit der Amerikanerin Shelley Duvall (Drei Frauen) teilte. Die Auszeichnung hatte sie aufgrund einer Theateraufführung in Montreal nicht selbst entgegennehmen können.
Nach dem Erfolg von J.A. Martin Fotograf, für den sie auch in ihrem Heimatland Anerkennung fand, arbeitete Mercure mit so bekannten Regisseuren wie Robert Altman (Quintett, 1979) oder Claude Chabrol (Das Blut der Anderen, 1984) zusammen, konnte aber an den vorangegangenen internationalen Erfolg nicht mehr anknüpfen. Anfang der 1990er Jahre rief sie sich dem amerikanischen Kinopublikum durch den Part der mysteriösen Fadela in David Cronenbergs Spielfilm Naked Lunch – Nackter Rausch (1991) in Erinnerung. Der Film, in dem Cronenberg die Handlung des gleichnamigen Kultromans von William S. Burroughs mit der Entstehungsgeschichte des Buches verband, brachte Mercure den kanadischen Genie Award ein. Sieben Jahre später gehörte sie zum Schauspielensemble von François Girards Oscar-prämiertem Drama Die rote Violine (1998), während sie als verstimmte, ländliche Gefährtin von Lothaire Bluteau in Piers Haggards Tragikomödie Conquest – Reise in ein neues Leben (1998) einen zweiten Genie Award gewann. Ein weiterer Erfolg war die Hauptrolle der Édith Beauchamp in der frankokanadischen Fernsehserie Providence (2005). Der Part der wohlhabenden, aber kränkelnden Geschäftsfrau, die über einen Nachfolger ihres Unternehmens zu bestimmen hat, brachte ihr 2007 den kanadischen Fernsehpreis Prix Gémeaux ein.
Monique Mercure lebte in Montreal und war von 1949 bis 1958 mit dem Komponisten Pierre Mercure (1927–1966) verheiratet. Aus der Verbindung gingen eine Tochter und Zwillingssöhne hervor. Ihre Tochter Michèle Mercure war ebenfalls als Schauspielerin tätig und gemeinsam mit ihrer Mutter in dem Spielfilm La cuisine rouge (1980) zu sehen, ehe sie als Produzentin zur staatlichen kanadischen Rundfunkgesellschaft Société Radio-Canada (SRC) wechselte. Mit ihrer Tochter rief Mercure im Jahr 1996 auch eine Retrospektive der Arbeiten ihres verstorbenen Ehemannes ins Leben. Von 1991 bis 1997 bekleidete sie außerdem als erste Frau das Amt des Generaldirektors am École nationale de théâtre (ÉNT), der nationalen Theaterhochschule von Québec, der sie danach von 1997 bis 2000 als künstlerische Leiterin vorstand. 1998 oblag ihr das Amt der Jurypräsidentin des Montrealer World Film Festivals.
Ihr jahrzehntelanges Wirken im kanadischen Theater, Film und Fernsehen wurde mehrfach preisgekrönt. 1994 erhielt sie den Ordre du Canada als Compagnon, nachdem sie bereits 1977 in den Stand eines Officier erhoben worden war. Bereits 1993 hatte sie den Governor General’s Performing Arts Awards erhalten. Außerdem wurde Mercure die Ehrendoktorwürde der University of Toronto zuteil, während 2006 die Einberufung in die Royal Society of Canada, die nationale Akademie der Wissenschaften von Kanada, folgte. 2008 erhielt sie den Prix Gascon-Thomas des École nationale de théâtre.
Sie starb am 17. Mai 2020 im Alter von 89 Jahren.

## Filmografie (Auswahl)
| - 1964: Alles in allem (À tout prendre) - 1967: Wer schläft mit Caroline? (Waiting for Caroline) - 1969: Don’t Let the Angels Fall - 1970: Deux femmes en or - 1970: Liebe – stärker als Hunger und Durst (Love in a 4 Letter World) - 1971: Finalement… - 1971: Mein Onkel Antoine (Mon oncle Antoine) - 1972: Le temps d’une chasse - 1974: Il était une fois dans l’est - 1975: Les vautours - 1975: Pour le meilleur et pour le pire - 1976: Parlez-nous d’amour - 1976: L’absence - 1977: J.A. Martin Fotograf (J.A. Martin photographe) - 1978: Roland (La chanson de Roland) - 1978: The Third Walker - 1979: Quintett (Quintet) - 1979: Stone Cold Dead - 1980: La cuisine rouge - 1982: Monsieur le ministre (Fernsehserie) - 1982: Une journée en taxi - 1982: La quarantaine - 1982: The Emperor of Peru - 1983: Contrecoeur - 1984: Das Blut der Anderen (Le sang des autres) | - 1984: Les années de rêves - 1989: Dans le ventre du dragon - 1989: Mount Royal (Fernsehserie) - 1991: Montréal vu par… - 1991: Naked Lunch – Nackter Rausch (Naked Lunch) - 1992: La fenêtre - 1994: La fête des rois - 1997: Whiskers – Der Katzenmann (Whiskers, TV) - 1998: Gerechtigkeit bis in den Tod (When Justice Fails) - 1998: Conquest – Reise in ein neues Leben (Conquest) - 1998: Die rote Violine (Le violon rouge) - 1999: Emporte-moi – Nimm mich mit (Emporte-moi) - 2000: Albertine, en cinq temps (TV) - 2004: Geraldine’s Fortune - 2004: Nouvelle-France - 2005: Saint Martyr – Stadt der Verdammten (Saints-Martyrs-des-Damnés) - 2005: Providence (Fernsehserie) - 2007: La brunante - 2009: Grande ourse – La clé des possibles - 2011: The Girl in the White Coat - 2013–2015: Mémoires vives (Fernsehserie) - 2015: Marche avec moi - 2017: C’est le coeur qui meurt en dernier |

## Auszeichnungen

### Genie Award
- 1983: nominiert als Beste Hauptdarstellerin für La quarantaine
- 1992: Beste Nebendarstellerin für Naked Lunch – Nackter Rausch
- 1999: Beste Nebendarstellerin für Conquest – Reise in ein neues Leben

### Prix Jutra
- 1999: nominiert als Beste Nebendarstellerin für Die rote Violine

### Weitere
Canadian Film Award
- 1977: Beste Hauptdarstellerin für J.A. Martin Fotograf

Internationale Filmfestspiele von Cannes
- 1977: Beste Darstellerin für J.A. Martin Fotograf

Prix Gémeaux
- 2000: nominiert als Beste Hauptdarstellerin in einer Fernsehserie oder dramatischen Programm für Albertine, en cinq temps
- 2005: nominiert als Beste Hauptdarstellerin in einer Fernsehserie für Providence
- 2007: Beste Hauptdarstellerin in einer Fernsehserie für Providence